# Mariä Himmelfahrt (Ramsen)
Die römisch-katholische Kirche Mariä Himmelfahrt in Ramsen (Pfalz) wurde 1911–1912 erbaut und steht als Kulturdenkmal unter Denkmalschutz; sie gilt als landschaftsbildprägend.

## Lage
Die Kirche steht an der Klosterstraße und trägt die Hausnummer 20; sie ist Bestandteil der Denkmalzone Klosterhof.

## Geschichte
Das Gotteshaus wurde 1911–1912 nach einem Entwurf des Würzburger Architekten Albert Boßlet errichtet. 1927 stattete Hanns Fay sie mit Wandmalereien aus. Die Gemeinde gehört zum Dekanat Bad Dürkheim; bis Ende 2015 fungierte die Kirche als Pfarrkirche, seit 2016 bildet sie eine Filiale der in Hettenleidelheim ansässigen Pfarrei Hl. Lukas.

## Architektur
Die Kirche ist als dreischiffige Basilika angelegt und im Heimatstil gehalten, enthält jedoch ebenso neoromanische und neobarocke Motive. Die Ausstattung steht ebenfalls unter Denkmalschutz. Die Orgel stammt aus dem Jahr 1942 und wurde von Paul Sattel gebaut.